# NBA All-Star Game 1970
L'NBA All-Star Game 1970, svoltosi a Filadelfia, vide la vittoria finale della Eastern Division sulla Western Division per 142 a 135.
Willis Reed, dei New York Knicks, fu nominato MVP della partita.

## Squadre

### Western Division
| Western Division   |                        |             |             |             |             |             |             |             |             |
| Giocatore          | Squadra                | MIN         | FGM         | FGA         | FTM         | FTA         | RIM         | AST         | PT          |
| Elgin Baylor       | Los Angeles Lakers     | 26          | 2           | 9           | 5           | 7           | 7           | 3           | 9           |
| Connie Hawkins     | Phoenix Suns           | 19          | 2           | 4           | 6           | 6           | 4           | 2           | 10          |
| Elvin Hayes        | San Diego Rockets      | 35          | 9           | 21          | 6           | 12          | 15          | 1           | 24          |
| Lou Hudson         | Atlanta Hawks          | 18          | 5           | 12          | 5           | 5           | 1           | 0           | 15          |
| Jerry West         | Los Angeles Lakers     | 31          | 7           | 12          | 8           | 12          | 5           | 5           | 22          |
| Jeff Mullins       | San Francisco Warriors | 14          | 4           | 6           | 0           | 0           | 1           | 1           | 8           |
| Bob Rule           | Seattle SuperSonics    | 13          | 2           | 6           | 1           | 1           | 4           | 0           | 5           |
| Joe Caldwell       | Atlanta Hawks          | 19          | 5           | 11          | 3           | 4           | 7           | 1           | 13          |
| Chet Walker        | Chicago Bulls          | 17          | 1           | 3           | 2           | 2           | 2           | 1           | 4           |
| Bill Bridges       | Atlanta Hawks          | 15          | 2           | 2           | 1           | 5           | 4           | 2           | 5           |
| Dick Van Arsdale   | Phoenix Suns           | 16          | 4           | 8           | 0           | 0           | 2           | 2           | 8           |
| Lenny Wilkens      | Seattle SuperSonics    | 17          | 5           | 7           | 2           | 3           | 2           | 4           | 12          |
| Nate Thurmond      | San Francisco Warriors | infortunato | infortunato | infortunato | infortunato | infortunato | infortunato | infortunato | infortunato |
| Totale             |                        | 240         | 48          | 101         | 39          | 57          | 54          | 22          | 135         |
| All. Richie Guerin | Atlanta Hawks          |             |             |             |             |             |             |             |             |

MIN: minuti. FGM: tiri dal campo riusciti. FGA: tiri dal campo tentati. FTM: tiri liberi riusciti. FTA: tiri liberi tentati. RIM: rimbalzi. AST: assist. PT: punti

### Eastern Division
| Eastern Division |                    |     |     |     |     |     |     |     |     |
| Giocatore        | Squadra            | MIN | FGM | FGA | FTM | FTA | RIM | AST | PT  |
| Billy Cunningham | Philadelphia 76ers | 28  | 7   | 13  | 5   | 5   | 4   | 2   | 19  |
| John Havlicek    | Boston Celtics     | 29  | 7   | 15  | 3   | 3   | 5   | 7   | 17  |
| Willis Reed      | New York Knicks    | 30  | 9   | 18  | 3   | 3   | 11  | 0   | 21  |
| Oscar Robertson  | Cincinnati Royals  | 29  | 9   | 11  | 3   | 4   | 6   | 4   | 21  |
| Walt Frazier     | New York Knicks    | 24  | 3   | 7   | 1   | 2   | 3   | 4   | 7   |
| Hal Greer        | Philadelphia 76ers | 21  | 7   | 11  | 1   | 1   | 4   | 3   | 15  |
| Dave DeBusschere | New York Knicks    | 14  | 5   | 10  | 0   | 0   | 7   | 2   | 10  |
| Lew Alcindor     | Milwaukee Bucks    | 18  | 4   | 8   | 2   | 2   | 11  | 4   | 10  |
| Gus Johnson      | Baltimore Bullets  | 17  | 5   | 12  | 0   | 0   | 7   | 1   | 10  |
| Tom Van Arsdale  | Cincinnati Royals  | 8   | 2   | 7   | 1   | 1   | 0   | 1   | 5   |
| Jimmy Walker     | Detroit Pistons    | 14  | 0   | 3   | 1   | 1   | 1   | 0   | 1   |
| Flynn Robinson   | Milwaukee Bucks    | 8   | 3   | 4   | 0   | 0   | 1   | 2   | 6   |
| Totale           |                    | 240 | 61  | 119 | 20  | 22  | 60  | 30  | 142 |
| All. Red Holzman | New York Knicks    |     |     |     |     |     |     |     |     |

MIN: minuti. FGM: tiri dal campo riusciti. FGA: tiri dal campo tentati. FTM: tiri liberi riusciti. FTA: tiri liberi tentati. RIM: rimbalzi. AST: assist. PT: punti